# Iberocypris palaciosi
Iberocypris palaciosi är en fiskart som beskrevs av Doadrio, 1980. Iberocypris palaciosi ingår i släktet Iberocypris och familjen karpfiskar. IUCN kategoriserar arten globalt som akut hotad. Inga underarter finns listade i Catalogue of Life.